# Pellbosjön
Pellbosjön är en sjö i Avesta kommun i Dalarna och ingår i Dalälvens huvudavrinningsområde. Sjön har en area på 0,223 kvadratkilometer och ligger 69,1 meter över havet.

## Delavrinningsområde
Pellbosjön ingår i det delavrinningsområde (667401-152992) som SMHI kallar för Inloppet i Brillingen. Medelhöjden är 75 meter över havet och ytan är 1,42 kvadratkilometer. Det finns ett avrinningsområde uppströms, och räknas det in blir den ackumulerade arean 16,47 kvadratkilometer. Vattendraget som avvattnar avrinningsområdet har biflödesordning 2, vilket innebär att vattnet flödar genom totalt 2 vattendrag innan det når havet efter 111 kilometer. Avrinningsområdet består mestadels av skog (25 procent), öppen mark (13 procent) och jordbruk (49 procent). Avrinningsområdet har 0,16 kvadratkilometer vattenytor vilket ger det en sjöprocent på 11,2 procent.